# Ryan Kelley

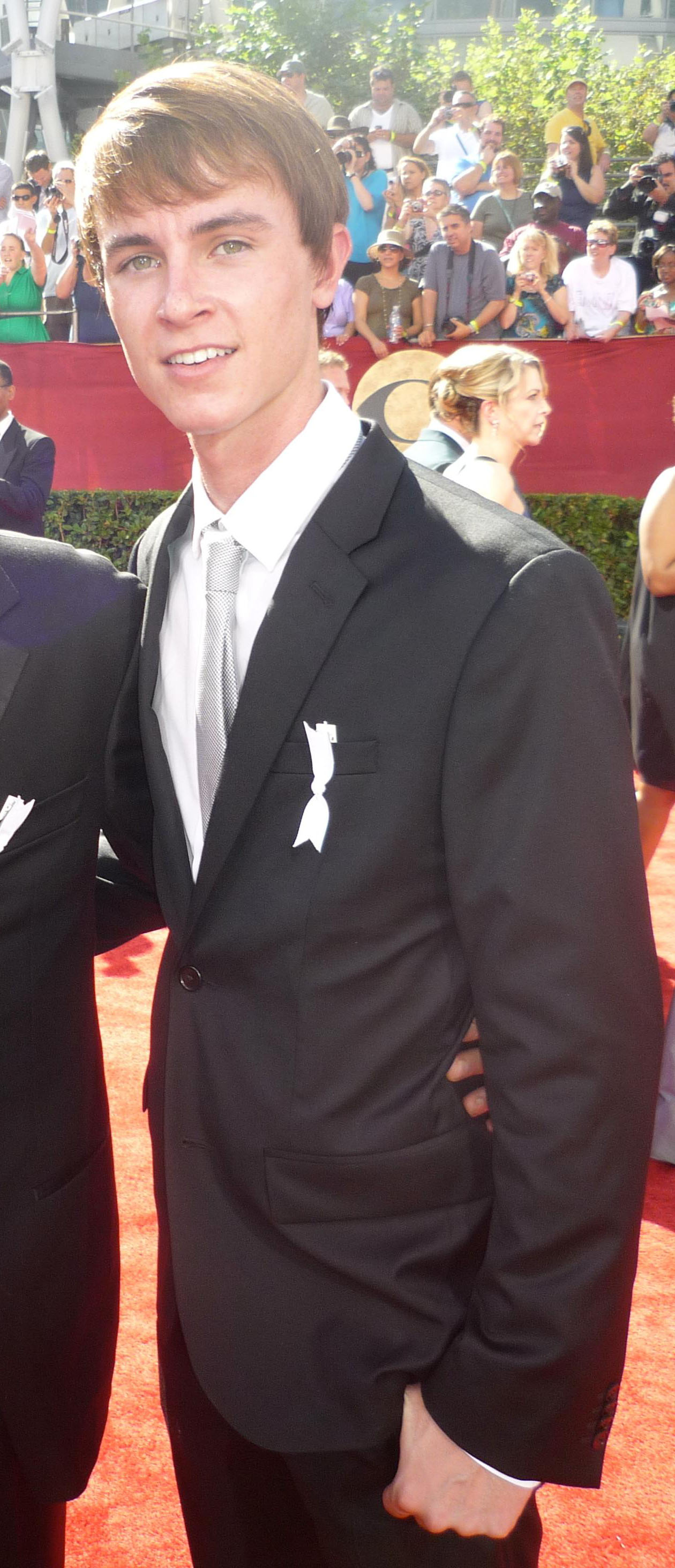
Ryan Kelley

Ryan Jonathan Kelley, född 31 augusti 1986 i Glen Ellyn, Illinois, USA, är en amerikansk skådespelare, mest känd för sin roll som "Ryan James" i TV-serien Smallville. Han medverkar också i MTV:s Teen Wolf som Deputy Parrish.
Ryan Kelley medverkar i filmen Ben 10: Alien Swarm från 2009.